# Alessandro Lualdi
Alessandro Lualdi, italijanski rimskokatoliški duhovnik, škof in kardinal, * 12. avgust 1858, Milano, † 12. november 1927, Palermo.

## Življenjepis
Leta 1880 je prejel duhovniško posvečenje.
14. novembra 1904 je bil imenovan za nadškofa Palerma; 4. decembra istega leta je prejel škofovsko posvečenje.
15. aprila 1907 je bil povzdignjen v kardinala in imenovan za kardinal-duhovnika Ss. Andrea e Gregorio al Monte Celio.